# Kevin Jousset
Kevin Jousset, né le 2 mai 1993 à Gap (Hautes-Alpes), est un pratiquant français d'arts martiaux mixtes (MMA). Il combat dans la catégorie des poids mi-moyens à l'Ultimate Fighting Championship (UFC).

## Biographie

### Jeunesse et formation
Originaire de Gap, dans les Hautes-Alpes, Kevin Jousset naît le 2 mai 1993. Il commence par pratiquer le judo où il progresse rapidement. Il passe deux ans au Pôle Espoir de Rennes, puis deux au Pôle France de Bordeaux, avant de rejoindre Paris, où il s'entraîne avec les meilleurs français dans la discipline à l’INEF et à l’INSEP. Il remporte notamment une médaille aux championnats de France. Cependant, une grosse blessure à l'épaule vient stopper sa carrière de judoka. À l'âge de 21 ans, il décide alors d'aller apprendre l'anglais en Écosse pendant un an et demi, puis s'expatrie en Australie. Il y passe un diplôme de préparateur physique. 

### Carrière en arts martiaux mixtes

#### Débuts (2018-2023)
Durant son séjour en Océanie, on conseille à Kevin Jousset de pratiquer les arts martiaux mixtes en raison de son passé de judoka. Il y prend goût et décide de s'y consacrer à temps plein. Son niveau au sol était plutôt bon grâce a son niveau en judo. Cependant, son niveau en boxe était beaucoup plus faible. Il va ensuite s'entraîner à la salle Absolute MMA, à Melbourne (où il côtoie notamment Alexander Volkanovski et Craig Jones, l'un des meilleurs spécialistes au monde de grappling). Il y reste durant quatre ans avant de rejoindre le City Kickboxing (où s'entraîne Israel Adesanya à Auckland, en Nouvelle-Zélande), afin de progresser en boxe pieds-poings,,. 
Kevin Jousset commence ainsi sa carrière en 2018, où il fait deux combats en amateurs, battant dans un premier temps Jayden Groen puis Marc Luty dans un second temps. Puis, en 2019, il commence sa carrière professionnelle dans les organisations locales : HEX Fight Series et Eternal MMA. Il fait son premier combat le 29 mars 2019, à l'occasion du Hex Fight Series 18, face à l'Australien Sam McNally, et s'impose dès le premier round par TKO. Six mois plus tard, pour son troisième combat, il affronte Jack Della Maddalena et connaît sa première défaite, sur arrêt du docteur. En 2023, il devient le premier double champion à l’HEX Fight Series en décrochant la ceinture chez les poids mi-moyens et chez les poids moyens,. 

#### Carrière à l'Ultimate Fighting Championship (depuis 2023)
Après ces deux ceintures remportée en Océanie, son ami Adesanya, alors star mondiale du MMA, recommande Kevin Jousset à Dana White, le patron de l'Ultimate Fighting Championship (UFC). Cela permet au français de rejoindre la plus grande organisation de MMA au monde, au mois d'août 2023. Peu de temps après sa signature à l'UFC, il fait son premier combat dans l'organisation le 10 septembre 2023, à l'occasion de l'UFC 293. Il affronte l'Irlandais Keifer Crosbie, et remporte le combat par soumission dès le premier round,. Le 9 décembre 2023, opposé au Chinois Song Kenan (en), il remporte son deuxième combat dans l'organisation sur décision unanime.
Le 21 février 2024, la programmation de son troisième combat à l'UFC est annoncée pour le 11 mai 2024, lors d'un UFC Fight Night à Saint-Louis (Missouri), contre l'Américain Jared Gooden (en), qui compte alors 4 défaites contre 2 victoires en 6 combats à l'UFC en poids welters,.
Professional fighters league (2025)

Après sa rupture de contrat par Dana White avec Ultimate Fighting Championship , il signe un contrat pour faire son premier combat avec le pfl contre Abdoul Abdouraguimov prévu le 26 septembre 2025 à Nantes.

## Palmarès
| 14 combats     | 10 victoires | 4 défaites |
| Par KO         | 4            | 2          |
| Par soumission | 1            | 0          |
| Sur décision   | 5            | 2          |

| Résultat | Record | Adversaire           | Méthode                                          | Événement                                | Date              | Round | Temps | Lieu                       | Notes |
| -------- | ------ | -------------------- | ------------------------------------------------ | ---------------------------------------- | ----------------- | ----- | ----- | -------------------------- | ----- |
| Défaite  | 10-4-0 | Jonathan Micallef    | Décision unanime                                 | UFC 312 : du Plessis contre Strickland 2 | 9 février 2025    | 3     | 5:00  | Sydney, Australie          |       |
| Défaite  | 10-3-0 | Bryan Battle         | TKO (coups de poing)                             | UFC Fight Night: Moicano vs. Saint Denis | 28 septembre 2024 | 2     | 3:47  | Paris, France              |       |
| Victoire | 10-2-0 | Song Kenan (en)      | Décision unanime                                 | UFC Fight Night: Song vs. Gutierrez      | 9 décembre 2023   | 3     | 5:00  | Las Vegas, États-Unis      |       |
| Victoire | 9-2-0  | Keifer Crosbie       | Soumission (étranglement arrière)                | UFC 293                                  | 10 septembre 2023 | 1     | 4:49  | Sydney, Australie          |       |
| Victoire | 8-2-0  | Kitt Campbell        | TKO (coups de poing)                             | Hex Fight Series 26                      | 26 mai 2023       | 3     | 4:53  | Melbourne, Australie       |       |
| Victoire | 7-2-0  | Priscus Fogagnolo    | Décision partagée                                | Hex Fight Series 25                      | 24 février 2023   | 5     | 5:00  | Melbourne, Australie       |       |
| Victoire | 6-2-0  | James Craughwell     | Décision unanime                                 | Shuriken Fight Series 13                 | 10 décembre 2022  | 3     | 5:00  | Auckland, Nouvelle-Zélande |       |
| Défaite  | 5-2-0  | Kaleb Rideout        | Décision partagée                                | Eternal MMA 67                           | 16 juillet 2022   | 5     | 5:00  | Gold Coast, Australie      |       |
| Victoire | 5-1-0  | Saeid Fatahifar      | Décision majoritaire                             | Eternal MMA 59                           | 7 mai 2021        | 3     | 5:00  | Melbourne, Australie       |       |
| Victoire | 4-1-0  | Paul McMah           | KO/TKO (coup de genou suivi de ground and pound) | Shuriken Fight Series 9                  | 26 mars 2021      | 1     | 2:39  | Auckland, Nouvelle-Zélande |       |
| Victoire | 3-1-0  | Mat Myers            | Décision unanime                                 | Hex Fight Series 20                      | 13 décembre 2019  | 3     | 5:00  | Melbourne, Australie       |       |
| Défaite  | 2-1-0  | Jack Della Maddalena | TKO (arrêt du médecin)                           | Eternal MMA 67                           | 4 octobre 2019    | 2     | 5:00  | Melbourne, Australie       |       |
| Victoire | 2-0-0  | James O'Brien        | KO/TKO (coup de coude)                           | Eternal MMA 45                           | 25 mai 2019       | 1     | 2:32  | Southport, Australie       |       |
| Victoire | 1-0-0  | Sam McNally          | KO/TKO (coups de poing)                          | Hex Fight Series 18                      | 4 octobre 2019    | 1     |       | Melbourne, Australie       |       |